# Caldwell, Kansas
Caldwell är en ort i Sumner County i Kansas. Vid 2010 års folkräkning hade Caldwell 1 068 invånare.

## Kända personer från Caldwell
- Bill Hougland, basketspelare